# منچاک (لوئیزیانا)
منچاک (به انگلیسی: Manchac) یک منطقهٔ مسکونی در ایالات متحده آمریکا است که در لوئیزیانا واقع شده‌است.